# Acabou Chorare
Acabou Chorare é o segundo álbum de estúdio do grupo musical brasileiro Novos Baianos. O disco foi lançado em 1972 pela gravadora Som Livre, após o relativo sucesso de É Ferro na Boneca (1970), que ainda procurava identidade. Adotando a guitarra expressiva de Jimi Hendrix e a brasilidade de Assis Valente, e sobretudo a influência estrondosa de João Gilberto, que também serviu de mentor do grupo na época da realização do disco, o grupo realizou uma obra que apresenta grande versatilidade de gêneros musicais.
Sua faixa de abertura, "Brasil Pandeiro", foi proposta por Gilberto e é um dos sambas, ao lado de "Recenseamento", que Valente havia escrito para a recém-chegada Carmen Miranda dos Estados Unidos; ela aceitou a segunda, mas ignorou a primeira, que ficou em ostracismo até a regravação dos Anjos do Inferno. O título do álbum e a faixa homônima também foram inspirados no estilo de bossa nova de Gilberto e numa história contada por ele sobre sua filha com Miúcha, a então bebê Bebel Gilberto, e representa a proposta principal do disco de criticar a tristeza que então dominava a música popular brasileira com alegria, prazer e jocosidade. "Preta Pretinha", por sua vez, virou mania nacional, e "Besta é Tu" e "Tinindo Trincando" dominaram as rádios do país, esta última um belo exemplo da mistura de baião com rock psicodélico.
Mais de 50 anos após seu lançamento, o álbum permanece como um dos mais importantes da música popular brasileira e também um dos mais influentes. Novas gerações de músicos, especialmente cantoras, como Vanessa da Mata, Marisa Monte, Céu, Roberta Sá, Mariana Aydar, beberam de sua fonte e, além de sua fama, gozou de amplo reconhecimento crítico. Em 2007, na eleição dos 100 maiores discos da música brasileira elaborada pela Rolling Stone Brasil, Acabou Chorare aparece em primeiro lugar, sendo considerado obra-prima pelos estudiosos, produtores e jornalistas convocados para a votação.

## Antecedentes
Não é uma família. Talvez um time. NOVOS BAIANOS. Mais perto do som. No seu mundo subterrâneo. À beira do abismo. Por fora de 'Ismos'. Na porta. Varrendo o terreiro. Lavando os pratos como quem faz música. Sem prantos, no fonte, na boca da criação... (...)
— Luiz Galvão, letrista, biógrafo e mentor intelectual do grupo, no encarte de Acabou Chorare.
Sob a cartilha da transgressão, Pepeu Gomes, Paulinho Boca de Cantor, Luiz Galvão, Baby Consuelo e Moraes Moreira realizaram o primeiro disco dos Novos Baianos, É Ferro na Boneca (1970), em São Paulo. Tocaram juntos pela primeira vez em Salvador, 1969, no espetáculo "Desembarque dos bichos depois do dilúvio", com a banda dos irmãos Pepeu e Jorginho Gomes, que era baterista. Em 1971, mudaram-se para o Rio de Janeiro, onde, depois de dividirem uma cobertura, terminaram dividindo um sítio na estrada para Jacarepaguá: o Cantinho/Sítio do Vovô (onde gravariam Acabou Chorare). Mas, antes disso, para pedir proteção musical na nova cidade, Galvão contatou João Gilberto, que conhecia desde a adolescência em Juazeiro, e este prometeu visitá-los um dia em Botafogo, dizendo "Sempre sonhei ter um grupo que todo mundo morasse junto. Sempre sonhei com isso. Nunca consegui". Sobre a mudança para Jacarepaguá, Paulinho Boca explica: "Acabamos saindo do centro porque estávamos manjados, dando pinta. Todo mundo estava cabeludo, nego dando recado. Era melhor arranjar um lugar tranquilo, natural, que tivesse mato." Paulinho e Moraes chegaram a ser presos num armazém pelo aspecto cabeludo deles, mas logo foram soltos. O comportamento hippie não deixou de ser registrado nas obras. O primeiro disco traz canções, dentre as muitas do grupo, que possuem várias apologias às drogas, mas que nunca eram censuradas pelo regime militar: a faixa-título, por exemplo, diz olhe o produto que há na bagagem, e não é uma estrada, é uma viagem...

"João Gilberto foi se enturmar logo com os então frenéticos roqueiros e loucaços... Novos Baianos! Sem medo, sem preconceitos de qualquer ordem. Sem qualquer pretensão que não o contato humano com os — aparentemente — contrários, João foi recebido de braços e guitarras abertos por Joãozinho Trepidação, Baby Consuelo, Paulinho Boca de Cantor e o resto do time."

—Nelson Motta, 1980.
Entretanto, certa vez, no apartamento de Botafogo, chegou um homem que poria o grupo em ordem. De terno e gravata, tocou a campainha e despertou a atenção de Dadi, que logo pensou: "Ih, sujou, Polícia Federal!". Mas era João Gilberto—baiano que viria a ser o mentor (musical e espiritual) e principal influência dos Novos Baianos durante um bom tempo. Eram frequentes as suas visitas, mesmo em Jacarepaguá; o próprio diz que ia lá com a esposa Miúcha e a filha pequena Bebel Gilberto "a passeio, e aproveitava a viagem para ouvir o que os malucões estavam tocando, compondo, inventando (...)" Assim, acrescido aos gostos dos Novos Baianos pela então recente Tropicália, pelo choro, o afoxé, o trio elétrico e Jimi Hendrix, os encontros com Gilberto propiciaram novas inspirações, e um verdadeiro reencontro com as raízes musicais da Bahia e do Brasil. Galvão conta que, para os Novos Baianos, João Gilberto lhes apresentava "o samba de verdade de Assis Valente" e os aconselhou, junto com a proposta da gravação de "Brasil Pandeiro", "a se voltarem para dentro de si mesmos".
Eu acho interessante falar de como chegamos nessa alquimia. Depois que eu conheci Hendrix, eu conheci João Gilberto, que me apresentou o Jacob do Bandolim, o Waldir Azevedo.— Pepeu Gomes

Diversos autores apontam que foi justamente a presença de Gilberto que possibilitou a criação de Acabou Chorare. O próprio título surgiu de uma conversa entre eles, ao contar que sua filha, Bebel Gilberto, ainda pequena, misturava o português com o castelhano que ouvia quando morava no México com os pais, frequentemente usado quando a menina tombava ou esbarrava em algo e chorava, pondo o pai e o resto da família a correr atrás dela, ao que ela respondia, para o conforto de todos: "acabou chorare, acabou chorare". De acordo com Galvão,
"Telefonei para João Gilberto contando que estava fazendo uma letra ["Acabou Chorare"] sobre essa relação com a abelhinha. João me disse: 'Fenomenal! Eu estava falando com o poeta Capinan, e ele lembrava que a abelha beija a flor e faz o mel, e eu gostei e completei: E ainda faz zun-zun.' Perguntei a João: 'Posso usar isso?' E ele aprovou dizendo: 'Deve'. Não parou por aí, João contou-me que Bebel, sua filha, quando eles moraram no México, levara uma pancada [...] e ele, preocupado, acudiu com a aflição de pai nessas horas, mas Bebel reagira corajosamente e, na sua inocência de criança, falava uma língua em formação, acalmando-o: Não, acabou chorare."
Como escreveu Ricardo Azevedo, "no ouvido dos Novos Baianos isso era suficiente para virar música". E, como Baby relembra, "Saído da boca de uma criança mostrava que tínhamos lacrimejado demais. Queríamos o Brasil alegre de volta." Assim, após gravarem todas as faixas de forma rasteira e precária pela Polygram, sob a sugestão vinda de Nelson Motta de gravá-las na casa de Jorge Karan, eles romperam com a gravadora e conseguiram cativar a aposta do produtor Eustáquio Sena e de João Araújo, dono e diretor da Som Livre, conhecido futuramente como pai de Cazuza, que bancou a gravação de Acabou Chorare e impulsionou a carreira dos Novos Baianos.

## Gravação e produção
Sob tal influência, Acabou Chorare foi composto e gravado. No sítio de Jacarepaguá, vivia toda a banda junto com mais outros parentes e amigos, no estilo de vida comunitário típico dos hippies; a quantidade de moradores era suficiente para promover animadas peladas nos finais de tarde, o que os fez criar o time Novos Baianos F.C. e lançarem o disco pós-Acabou Chorare justamente com tal título, Novos Baianos F.C. (1973). Como conta Moreira, "Podia faltar grana para a comida, mas sempre tínhamos dinheiro para comprar maconha e equipamentos esportivos." A rotina do Cantinho do Vovô era simples. Como conta Paulinho Boca, "Depois do café da manhã, Galvão ia compor, Moraes ficava tocando. A gente se exercitava muito, ia pra praia de bicicleta. Quando o sol estava acabando, começava o baba", diz, referindo-se ao codinome baiano para as peladas de futebol. A capa do disco, uma mesa de madeira que havia sido construída por Pepeu, mostra pratos e copos espalhados, talheres e panelas desarrumadas, moscas e farinha, simbolizando "mistura" musical e o espírito comunitário do grupo no sítio. Em 1972, ela recebeu prêmio de melhor produção gráfica do ano; a arte leva assinatura de Antônio Luis Martins, mais reconhecido como "Lula", protagonista do cult-movie Meteorango Kid - O Herói Intergalático (1970), de André Luiz de Oliveira.
Foram ao todo dois anos de elaboração da linguagem musical do disco, com o grupo compondo, ensaiando, desenvolvendo o álbum, e João Gilberto dando toques e sugestões. Segundo Moraes Moreira, era natural morar, produzir, compartilhar tudo junto à comunidade do sítio: "Era uma coisa que ia acontecendo dentro daquele caos que a gente vivia. [...] A gente não fechava a porta do quarto para compor. Era ali no meio de todo mundo, na alegria. A gente achava que isso ia influir na nossa música. E influiu. [...] Para nós, a vida era o ensaio. Quando fomos gravar o Acabou Chorare, tudo já estava debaixo do dedo de tão ensaiado do dia-a-dia. Você ouve e percebe que o disco foi gravado em quatro canais." Mesmo que os músicos dos Novos Baianos se sentissem inquestionavelmente inferiores ao seu mestre—e embora sentissem orgulho de "roubar" por vezes os acordes de Gilberto—foram muito virtuosos no sentido de, numa época em que não existia afinador, tocarem uma mistura de acústico e elétrico com afinação impecável. Segundo Moraes, isso se deve ao fato de que, embora adotassem comportamentos exóticos e usassem drogas como o LSD, música era assunto sério para eles. Paulo César Salomão, técnico de som, morava nos lugares do terreno onde ficavam o galinheiro hoje desativado e o chuveiro coletivo. Virava madrugadas estudando eletrônica e—como ainda não havia recursos para comprar peças novas para as guitarras do disco—teve de melhorar o som da Supersonic entalhando o instrumento, "dentro do qual acoplou capacitores removidos do televisor (não assistido) que a família tinha no sítio".
O "truque do televisor", como ficou conhecido, é notável sobretudo na "abelhuda estridência" de "Bilhete Para Didi" e no solo de "Mistério do Planeta". Salomão também foi hábil em transformar o galinheiro em estúdio, colocar amplificadores, e caixas de som nos galhos de árvores. Ali perto, tomavam banho coletivo: "Não era todo mundo nu, libidinagem", conta Paulinho, "era sexo, drogas e rock'n'roll, mas tudo em casa. Diziam que a gente era sujo, piolhento, mas todo mundo tomava banho todo dia, ficava cheirosinho. Fazíamos uma refeição por dia, 'almojanta', e íamos tocar. Era quando se criava mais." Dadi Carvalho revela que eram raras as saídas: "Apesar do sucesso das músicas no rádio, não rolavam muitos shows, então a grana era meio curta. E no sítio tinha muita gente morando [...] muitas bocas para alimentar e pouca grana. Isso não era um problema, porque a gente se divertia demais, vivia filosoficamente. Descobrir uma nova forma de vida era o foco." Mesmo o dinheiro conseguido nos espetáculos era posto numa sacola atrás da porta da cozinha, para todos o usarem conforme as necessidades. Com esses comportamentos radicais demais, eles conseguiram cativar a aposta de João Araújo, dono e diretor da Som Livre, conhecido futuramente como pai de Cazuza, que bancou a gravação de Acabou Chorare no Sítio do Vovô e impulsionou a carreira dos Novos Baianos.

## Resenha musical

### Estilo

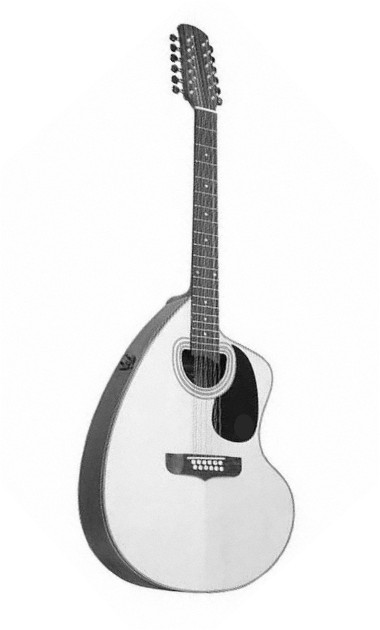
A craviola, instrumento de 12 cordas projetado por Paulinho Nogueira, e usado em Acabou Chorare ao lado de cavaquinhos e guitarras elétricas.

Grande parte da diversidade e criatividade do disco deve-se à mistura de samba com rock. Segundo Galvão, "Samba naquela época era coisa só de universitário. Muito ruim, porque universitário não sabe fazer samba mesmo. Aí a gente nasceu anti-samba." Mas, por intermédio de João Gilberto, o grupo, que antes adotava formas de música pesada, elétricas, tomou gosto pelo samba e o "apresentou" ao rock. O resultado é que a beleza sonora do disco consiste em cavaquinhos, percussão brasileira e guitarra elétrica. Isto é, uma fusão de instrumentos de choro e samba (cavaquinho e violões) com guitarras, e um toque joãogilbertiano de bossa nova.
Os Novos Baianos não eram, no entanto, os primeiros a unir a energia do rock com ritmos de samba. A regravação d'Os Mutantes para a canção "A Minha Menina", originalmente de Jorge Ben Jor, também tinha a mesma proposta. Mas foram eles, sim, os primeiros a orientar todo um álbum nesse sentido. Gilberto também apresentou aos Novos Baianos músicos como Ary Barroso, Herivelto Martins e Noel Rosa e o grupo teve a sensibilidade de incorporar os ensinamentos do pai da bossa nova com suas influências de rock. Então, os gêneros frevo, baião, choro, afoxé, samba e rock'n'roll foram ajustados ao vocal do grupo e, embora sejam distintos um do outro, convivem pacificamente junto a cavaquinhos e guitarras elétricas no ambiente sonoro do disco. Como explica Moraes Moreira,
"Estávamos influenciados pelo rock, ouvíamos muito Jimi Hendrix, Janis Joplin, todas aquelas bandas dos anos 70. Mas foi ali, com o João Gilberto, que a gente acordou para o samba. Quando ele nos mostrou "Brasil Pandeiro", do Assis Valente – chegou a hora dessa gente bronzeada mostrar o seu valor –, entendemos qual era a mensagem dele. Começamos a incorporar no nosso som o cavaquinho, o pandeiro, tudo isso, sem perder a pegada do rock. Era samba com energia de rock. Foi isso que fez os Novos Baianos chegar diferente. Fizemos o disco Acabou Chorare, foi um marco."
Além da influência de João Gilberto, o virtuoso guitarrista Pepeu Gomes ainda adotou o choro como uma de suas maiores inspirações, em parte graças a um bandolim dado de presente pelo Paulinho da Viola. Gomes também aparece no disco tocando craviola, instrumento de 12 cordas projetado pelo violonista brasileiro Paulinho Nogueira, e que ele aproveita em Acabou Chorare para dar solos notáveis junto a cavaquinhos e guitarras elétricas. Como se sabe, o técnico de som Paulo César Salomão utilizou peças da televisão do Sítio do Vovô para fazer com que Pepeu obtivesse sons distorcidos na guitarra; na verdade, desde os 14 anos de idade Pepeu dedicava-se à construção de peças como o "guibando" (fusão de guitarra e bandolim) e os modelos PG, feitos com Roger Meyer, técnico de guitarra de Hendrix. Outra observação estilística notável neste disco, fruto da relação produtiva com Gilberto e que serve de comparação com É Ferro na Boneca (1970), diz respeito ao modo como Moraes Moreira toca violão: enquanto no compacto de 70 o violonista batia nas cordas, feito roqueiro, ativando todas as notas de cada acorde executado de uma só vez, como em "Globo da Morte", a partir de Acabou Chorare percebe-se que ele passa a tocar puxando as cordas, como o faziam os sambistas e, inclusive, João Gilberto.

## Canções
Moraes Moreira e Pepeu Gomes serviram de arranjadores das canções, este primeiro também tocando violão base e cantando e o segundo encarregando-se da craviola e da guitarra elétrica; quando não era a cantora principal, Baby Consuelo tocava maracas, triângulo e afoxé; Dadi Carvalho toca baixo elétrico, enquanto Paulinho Boca de Cantor usava a voz e pandeiro e Jorginho Gomes tocava bateria, cavaquinho e bongo.
A faixa que abre o disco, "Brasil Pandeiro", foi sugestão de João Gilberto, e é uma canção que, ao lado de "Recenseamento", havia sido composta por Assis Valente à sua musa Carmen Miranda, que retornava ao Brasil em 1940. Carmen gravou a segunda canção, mas, sobre "Brasil Pandeiro", soltou: "Assis, isso não presta. Você ficou borocoxô." O compositor, magoado, não compreendeu os motivos, principalmente por considerar a canção de boa qualidade, e mais ainda depois que os Anjos do Inferno fizeram sucesso com ela. Compatível à "Aquarela do Brasil" que, inclusive, possui um motivo rítmico do acompanhamento repetido na canção de Valente, com intenção de imitar o tamborim, "Brasil Pandeiro" mostra que a escolha do pandeiro como instrumento enquanto adjetivo da nação eleva a batucada ao patamar de valor cultural relevante, pertencente ao domínio dos personagens do mundo do samba. Foi a primeira canção (e a única) do disco sem ser da autoria do grupo que eles gravaram. Seu refrão, que na voz dos Novos Baianos é cantado pela primeira vez como uma prece e, depois, em forma de festa, evoca o seguinte:
"Brasil, esquentai vossos pandeiros
Iluminai os terreiros
Que nós queremos sambar"
"Preta Pretinha" é uma balada de seis minutos composta por Moreira e com versos de Galvão, feitos para uma moça que este conheceu em Niterói. Segundo ele, "A jovem combinou comigo para que eu fosse a Niterói conhecer seu pai e, na volta, ela viria morar comigo no apartamento dos Novos Baianos, em Botafogo. Pegamos a barca, conheci o pai dela, mas, na volta, ela se arrependeu e voltou para o seu namorado. À noite, escrevi a letra sob o impacto desse insucesso e, na certa, o subconsciente deu uma panorâmica em todas as minhas histórias de amor". É considerada uma modinha inspirada em versos tradicionais da cana-verde, canto e dança do interior do Sudeste e Centro-Oeste brasileiro, inicialmente dançado em roda e composto por estrofes muitas vezes improvisadas, sem refrão. A participação do coro nos versos "eu ia lhe chamar / enquanto corria a barca", e o salto de oitava do cantor, criaram um mini-refrão de grande efeito que contribuiu para o enorme sucesso da faixa.
"Tinindo Trincando", terceira faixa do disco, tem um solo de guitarra inicial expressivo, seguido do vocal singelo e ligeiro de Baby, e que retorna depois ainda mais intenso. Segundo Pepeu Gomes, "é meu primeiro solo totalmente pessoal, brasileiro, é uma guitarra brasileira de verdade, uma coisa de samba de suingue". Apesar de estar se referindo somente à parte da improvisação, é preciso olhar a textura de maneira panorâmica para tirarmos conclusões menos superficiais sobre a forma que cada elemento se encaixa no arranjo musical. A criação do solo desta canção levou certo tempo: "Fiquei concentrado vários dias; meditando mesmo, procurando no fundo de mim como eu era, como eu podia realmente tocar. Aí, entrei no estúdio e gravei de primeira. E até hoje eu acho que é um dos melhores solos."

(...) Por que não viver

Não viver esse mundo?

Por que não viver

Se não há outro mundo? (...)

—L. Galvão/Pepeu Gomes/Moreira
"Swing de Campo Grande" é considerado samba de salão e sua letra alude ao carnaval e possui forte carga mística; um guia de música escrito por David Bowman e Paul Terry recomenda a listen to Swing de Campo Grande and notice the distinctive guitar sound. Segundo Boca de Cantor, letrista da canção, os militares da ditadura imaginavam que os Novos Baianos fossem "terroristas fantasiados de hippies" e que começaram a caçá-los; certa vez, ele conheceu um rezador que aconselhava tranquilidade nas horas difíceis e dizia: "vocês [Os Novos Baianos] são gente legal. O mal não colocará seus olhos em vós." O rezador então ensinou a simpatia que foi parar na letra da canção: "Quando receberem mau-olhado, virem 'toco', virem 'moita'." Para o grupo, isso significou disfarçar, passar pelos postos da Polícia Rodoviária e olharem para si mesmos, para suas próprias línguas, assim ninguém os veria, e, de fato, eles ficaram cinco anos sem pagar o IPVA do automóvel.
Já a faixa-título, "Acabou Chorare", é explicitamente influenciada em João Gilberto, quase uma imitação de sua estética e voz, e tem um grande traço de bossa nova. "Mistério do Planeta" e "A Menina Dança" são típicas canções de MPB, ambas com belos trabalhos de guitarras elétricas executadas por Pepeu Gomes. Esta segunda, como explica Baby, foi escrita especialmente para ela: "A letra diz que 'estava tudo virado' e que cheguei 'após esgotar o tempo regulamentar'. Significava que no tempo em que cantoras fabulosas, como Elis Regina e Gal Costa, bombavam, eu trazia meu estilo particular." "Besta É Tu" é um samba rasgado cujo título alude ao nome pelo qual se conhece ainda hoje nos meios populares da Bahia um velho método de aprendizado de violão, cujo exercício inicial produz sons que, pela repetição, sugerem a onomatopeia "besta é tu/besta é tu". A letra dessa canção também foi considerada uma verdadeira representação de "desbunde" e uma convocação a abandonar velhos ideais e viver o mundo. Também não se pode deixar de citar a instrumental "Um Bilhete para Didi" e seu processo incrível de ritmo típico brasileiro a se transformar em som elétrico. A última faixa do disco é uma reprise de "Preta Pretinha", editada pela Som Livre com duração menor, para ser acessível às rádios. No entanto, no final, "a mais tocada foi a mais extensa", recordaria Moraes Moreira anos mais tarde.

## Recepção
| Críticas profissionais | Críticas profissionais |
| Avaliações da crítica  | Avaliações da crítica  |
| Fonte                  | Avaliação              |
| ---------------------- | ---------------------- |
| Allmusic               | [ 49 ]                 |

"Em uma época que o Brasil estava triste, cinzento, a gente aparecia na 
maior alegria cantando músicas como: Besta é tu, besta é tu. Ninguém entendia muito isso. E o João dizia assim: Olha como o Brasil é lindo. Ninguém  estava vendo aquele Brasil. Só ele. Começamos a incorporar esse Brasil."

—Moraes Moreira, 2010.
Acabou Chorare foi um estouro e permaneceu entre os primeiros colocados nas paradas por mais de trinta semanas. Aos Novos Baianos foi dado um alto status na cena cultural brasileira, fazendo com que eles participassem do Carnaval de Salvador de forma decisiva. Em cima do trio elétrico, inseriram suas vozes e teclados, dando novo brilho ao som do Carnaval. Embora tenham brigado com a Som Livre tempos depois do lançamento do disco, o grupo foi reconhecido definitivamente graças a ele e isso lhes possibilitou apresentações em diversos espetáculos e festivais pelo Brasil afora. Os principais jornais do país o tratavam como uma grande promessa musical e foram elogiados por Caetano Veloso e Gilberto Gil.
Houve uma imensa repercussão de vendas e do sucesso de canções como "Preta Pretinha", cuja exibições nas rádios empurraram o LP para as 150.000 cópias vendidas (um espanto na época). Contudo, o disco não recebeu, imediatamente, da crítica a atenção "devida". Segundo alguns autores, como também acontecera com outros artistas, Walter Franco, Raul Seixas, Fagner, inspirados pelos sons de fora, porém criadores de novas formas de música essencialmente brasileiras, isso se deve ao fato do "arauto das primeiras mudanças e tentativas de digestão das informações estrangeiras". Sabe-se porém que a crítica posterior apreciou o resultado do grupo de misturar "Hendrix com Jacob do Bandolim e Rolling Stones com Jackson do Pandeiro"—versatilidade que lhes permitiu "fazer a cabeça" do público jovem da época. Quanto a tal questão de desmerecimento da crítica, como escreveu Marcus Preto na Rolling Stones em 2007, "qualquer mérito que não tenha sido dado à excelência de Acabou Chorare quando o disco foi lançado acabaria sendo devidamente reconsiderado com o correr do tempo."
Pois, de fato, apesar da recepção crítica ter sido nula na época de seu lançamento, em contraste com a aclamação popular, Acabou Chorare experimentou e experimenta grande consideração de estudiosos a partir dos anos 90—como Marcos Napolitano (2005), Jairo Severiano (2008) e Ana Maria Bahiana (2006), entre outros. Em 2007, através do voto de produtores, jornalistas e estudiosos em música, a obra foi catalogada como o melhor disco brasileiro de todos os tempos na Lista dos 100 maiores discos da música brasileira da Rolling Stone brasileira, encabeçando diversos clássicos e, inclusive, dois João Gilbertos, entre eles seu mais aclamado, Chega de Saudade (1959), um grande estopim para a bossa nova. Por fim, Acabou Chorare é visto como a maior obra-prima dos Novos Baianos hoje em dia. Em setembro de 2012, foi eleito pelo público da Rádio Eldorado FM, do portal Estadao.com e do Caderno C2+Música (estes dois últimos pertencentes ao jornal O Estado de S. Paulo) como o oitavo melhor disco brasileiro da história, empatado com Secos & Molhados, da banda de mesmo nome.

## Legado
Acabou Chorare se inscreve como pioneiro ou, em último caso, o único bem-sucedido, numa categoria de obras e atos musicais que pretendiam ajustar elementos da música moderna e o rock universal à música popular brasileira. O disco acabou apontando para quase todos os caminhos que seriam seguidos por rock e MPB nas décadas seguintes. Em finais dos anos 1990, por exemplo, este álbum criou um terreno no cenário musical do Brasil, que outrora era fértil apenas para o rock dos anos 80, já preparado para o samba—de onde viriam várias regravações feitas por Cássia Eller, Zélia Duncan e até o diálogo de Lobão com o gênero, ao incrementar bateria da Mangueira em sua música e realizar dueto com Elza Soares, em 1986, com "A Voz da Razão". Além disso, por preparar o samba de qualidade numa época em que os gêneros e os sons estrangeiros imperavam e o país acabava de deixar seu movimento roqueiro da década de 80, o álbum influenciou principalmente as cantoras surgidas nas últimas décadas, que eram baseadas exclusivamente no samba, como Vanessa da Mata, Céu, Roberta Sá, Mariana Aydar e Marisa Monte, que em 1996 regravou "A Menina Dança", sétima faixa de Chorare, no disco Barulhinho Bom.
Marisa Monte, inclusive, relembrou em 1997 que desde a infância apreciava a obra: "Meus pais ouviam muito em casa e desde pequena adoro o disco Acabou Chorare. Desde 1992 eu canto Mistério do Planeta em shows". Chico Amaral, principal compositor do Skank, considerou Acabou Chorare como o álbum que trouxe o melhor som de guitarra no rock brasileiro até então. Outro músico bastante influenciado por Acabou Chorare foi Lulu Santos. Em 1986, ele afirmou: "Aquilo era muito distante do status quo. A indústria brasileira não percebeu que poderia utilizar comercialmente aquele estilo. Tem mais: os Novos Baianos não podiam continuar fazendo álbuns fantásticos, como o Acabou chorare, comendo pão com Toddy. [...] O que tocava no rádio era o que tocava na novela e o que tocava na novela era uma m... Os anos 70 foram um banho de loja. Hoje, o que é underground, três semanas depois aparece no Fantástico." Voltando ao tempo, assim como João Gilberto influenciou Acabou Chorare, este influenciou seu álbum de 1973, João Gilberto, considerado o seu mais psicodélico, a começar pelos arranjos minimalistas e transgressores da percussão, com ritmo e dinamismo típicos dos Novos Baianos.
É verdade que muitos autores modernos têm escrito que os Novos Baianos falharam na tentativa de acabar com o mar de tristeza que assolava a MPB e a nação com um disco alegre, jocoso, irônico e alto-astral, mas, como escreve Ana Maria Bahiana, Acabou Chorare fez mais pela saúde da música brasileira e do astral do país do que qualquer remédio político. O álbum também é extremamente apreciado por seus integrantes. Moreira, em 1995, lançou seu Acústico da Mtv com metade do repertório dos Novos Baianos, com o seguinte argumento: "São músicas que atravessam o tempo". Em 2009, Galvão afirmou, com orgulho do grupo, que "nós éramos a alegria em meio a uma época terrível."
Provavelmente seu maior feito, no entanto, tenha sido o derrubamento do "Muro de Berlim" que existia no início dos anos 70 entre a música popular brasileira e a música pop. Num ambiente em que as preferências musicais eram ainda influenciadas pela posição política de cada ouvinte, as guitarras elétricas eram a encarnação do demónio para os fãs de Chico Buarque, enquanto para quem as empunhava Buarque era o "careta de plantão", Acabou Chorare prometia e propunha uma estética múltipla mas essencialmente brasileira, com alegria e sofisticação.  Embora a mistura de MPB com rock tenha se banalizado hoje em dia, o impacto de Acabou Chorare permanece, principalmente porque "não se tratava apenas, ali, de promover uma mistura de ritmos, como é moda hoje em dia e como pede o mercado, mas ali ouvem-se músicos que admiravam João Gilberto e Jimi Hendrix ao mesmo tempo."
Além disso, o modus operandi, o método de trabalho proposto pelos Novos Baianos, de filosofia coletiva, hippie e sem hierarquias, possui reflexos na geração 2000, uma vez que é assim que grupos como o +2, os Tribalistas e a Orquestra Imperial trabalham/vam. A tendência das bandas e dos artistas das novas gerações também é misturar estilos e gêneros. Nesse âmbito, Acabou Chorare é um marco do período pós-tropicalista porque equilibra sons elétricos e acústicos com maestria, chegando a elevar o samba à música erudita, como certa vez proclamou Tom Zé. Este disco consagrou os Novos Baianos e sua linguagem musical, que sintetizava João Gilberto, o Tropicalismo e a música popular mais tradicional.

## Relançamentos
Depois do lançamento original em 1972, o disco ganhou formato de CD pela primeira vez em 1992 e foi relançado durante o decorrer dos anos, com capas alternadas, como em 2004, junto a outros álbuns bem conceituados da Som Livre. No final de 2010, saiu em CD na coleção "Grande Discoteca Brasileira", do Estadão e da Zero Hora, com livreto explicativo escrito por Ricardo Moreira. No início de 2011, atendendo a consumidores exigentes e colecionadores, a Som Livre inovou, relançando Acabou Chorare em vinil novamente, quase 40 anos após a data do lançamento original, num custo mais alto e junto a duas outras obras aclamadas de seu catálogo—Barão Vermelho (estreia do grupo, 1982) e A Voz, O Violão e a Música (1976), de Djavan.

## Faixas
| N.º | Título                     | Compositor(es)                             | Duração |  |
| 1.  | "Brasil Pandeiro"          | Assis Valente                              | 3:58    |  |
| 2.  | "Preta Pretinha"           | Luiz Galvão · Moraes Moreira               | 6:40    |  |
| 3.  | "Tinindo Trincando"        | Galvão · Moreira                           | 3:26    |  |
| 4.  | "Swing de Campo Grande"    | Paulinho Boca de Cantor · Galvão · Moreira | 3:10    |  |
| 5.  | "Acabou Chorare"           | Galvão · Moreira                           |         |  |
| 6.  | "Mistério do Planeta"      | Galvão · Moreira                           | 4:24    |  |
| 7.  | "A Menina Dança"           | Galvão · Moreira                           | 3:51    |  |
| 8.  | "Besta É Tu"               | Galvão · Pepeu Gomes · Moreira             | 4:26    |  |
| 9.  | "Um Bilhete pra Didi"      | Jorginho Gomes                             | 2:53    |  |
| 10. | "Preta Pretinha (reprise)" | Galvão · Moreira                           | 3:25    |  |

## Equipe e colaboradores
Todo o processo de elaboração de Acabou Chorare atribui os seguintes créditos:
- Moraes Moreira – arranjos, vocais (1, 2, 5, 8, 10), violão (1, 2, 4, 5, 10)
- Pepeu Gomes – arranjos, guitarra (3, 6, 7, 9), craviola (1, 2, 4, 5, 8, 10), violão (1, 6, 7)
- Baby do Brasil – vocais (1, 3, 7), afoxé (1, 4, 10), triângulo (3, 9), maracas (8)
- Paulinho Boca de Cantor – vocais (1, 4, 6), pandeiro (1, 4, 8, 10)
- Dadi – baixo (exceto 5)
- Jorginho Gomes – cavaquinho (1, 4, 7, 8, 9, 10), bateria, bongô
- Baxinho – bumbo (1), bateria, bongô
- Bolacha – bongô